# Tau Tauri
Tau Tauri (τ Tauri, förkortat Tau Tau, τ Tau) som är stjärnans Bayerbeteckning, är en kvadrupelstjärna  belägen i den mellersta delen av stjärnbilden Oxen. Den har en skenbar magnitud på 4,27 och är synlig för blotta ögat. Baserat på parallaxmätning inom Hipparcosuppdraget på ca 8,2 mas, beräknas den befinna sig på ett avstånd av ca 400 ljusår (120 parsek) från solen.

## Egenskaper
Primärstjärnan i Tau Tauri är en blå stjärna i huvudserien av spektralklass B3V. Den har en massa som är 6,4 gånger solens massa, en radie som 3,6 gånger solens och utsänder från dess fotosfär ca 1 470 gånger mera energi än solen vid en effektiv temperatur på ca 18 700 K.
Primärstjärnan är en spektroskopisk dubbelstjärna med en omloppsperiod på 2,96 dygn och excentricitet 0,05. Den har en nära följeslagare, Tau Tauri Ab, med magnituden 6,97 och separation 0,2 bågsekunder i en 58-årig omloppsbana.  Den mer avlägsna komponenten Tau Tauri B är en stjärna av typ A1V med magnitud 7,2 och separation 62,8 bågsekunder.